# Windows Media Player
Windows Media Player je multimediální přehrávač od společnosti Microsoft, který je standardní součástí operačního systému Windows. Slouží k přehrávání audio a video souborů, jejich organizaci a synchronizaci. Přehrávač byl též dostupný pro Mac OS 7, Mac OS X a Solaris, ale pro tyto platformy již není vyvíjen.